# عبد الله بن الحارث الأنصاري
الصحابي عبد الله بن جهيم بن الحارث بن الصِّمَّة الأنصاري الخزرجي  ، يكنّى بأبي جهيم ويقال: أبو الجهم، وأبوه من كبار الصّحابة، وروى بعض الأحاديث عن رسول الله .

## نسبه
- هو عَبْدُ اللّهِ بنُ جُهَيْم بن الحَارِث بن الصِّمَّة بن زيد مَنَاة بن حَبِيب، وقيل: الصمة بن عمرو بن الجَمُوح بن حَرَام بن غَنْم بن كَعْب بن سَلِمَةَ بن سَعْد بن عَلِيّ بن أَسَد بن سَارِدَة بن تزِيد بن جُشَم بن الخَزْرج الأَنصاري السَّلَمِيّ [2]
- أمه عُسَيلَةُ بنتُ كعب بن قيس بن عُبيد بن زيد بن معاوية بن عَمرو بن مَبْذول بن النجار.[3]
- يقال: إنه ابن أخت أبي بن كعب.[1]

## روايته للحديث
روي عدة أحاديث عن الرسول منها :
- عن عبد الله ابن جُهَيم : «قال: قال رسول الله ﷺ : لَوْ يَعْلَمُ أُحَدُكُمْ مَا عَلَيْهِ فِي الْمُرُورِ بَيْنَ يَدَي أَخِيْهِ وَهُوَ يُصَلِّي مِنَ الْإِثْمِ لوقف أَربعين [4][5]»
- عن مسلم بن سعيد أَن أَبا جُهَيْم أَخبره: «أَن رجلين اختلفا في آية، فسأَلا النبي ﷺ عنها، فقال: "إِنَّ الْقُرْآنَ أُنْزِلَ عَلَى سَبْعَةِ أَحْرُفٍ، فَلَا تُمَارُوا فِي الْقُرْآنِ؛ فَإِنَّ مِرَاءً فِي الْقُرْآنِ كُفْرٌ[6]»
- عن عمير مولى ابن عباس، سمعه يقول: أقبلْتُ أنا وعبد الله بن يسار مولى ميمونة، حتى دخلنا على أبي الجهيم بن الحارث بن الصَّمَّة الأنصاريّ، فقال لنا: «أَقْبَل رسولُ الله ﷺ من نحو بئر جَمَل، فلقيه رجل فسلَّم عليه، فلم يردّ رسولُ الله ﷺ عليه شيئًا، حتى أتى على جدار، فمسح بوجهه ويديه، ثم ردّ السّلام عليه[7][8]»